# Ossibia murina
Ossibia murina là một loài bọ cánh cứng trong họ Cerambycidae.